# Pre-Madonna
Pre-Madonna — неофициальный демоальбом ранних записей американской певицы Mадонны, выпущенный в США её бывшим продюсером Стивеном Брэйем в 1997 году. На следующий год альбом выпустили в Европе под заголовком In The Beginning с некоторыми отличиями. В 1980 году, в начале своей музыкальной карьеры, Мадонна решила сотрудничать с Брэйем, своим бывшим бойфрендом. Тогда она только покинула группу Breakfast Club и пригласила Брэйя. Вместе они стали писать песни и записывать их в студии The Music Building. Песни того времени, семь из которых были написаны Мадонной в одиночку, вышли как Pre-Madonna.
Даже не получив разрешения Мадонны, Брэй решил выпустить Pre-Madonna, сделав ремиксы на одни треки и оставив в оригинальной версии другие. Были включены демоверсии песен «Everybody» и «Burning Up», также вошедшие в её дебютный альбом. Брэй выпустил альбом именно в 1997 году, дабы подзаработать на волне интереса к Мадонне после рождения её дочери Лурдес и получения «Золотого глобуса» за лучшую женскую роль в фильме «Эвита». Альбом получил смешанные отзывы музыкальных критиков: многие назвали его необязательным, другие же были рады услышать ранние записи Мадонны.

## История создания
В 1979 году Мадонна начала свою карьеру в музыкальной индустрии. Она была барабанщицей в нью-йоркской группе Breakfast Club, в которой руководили братья Гилрой — Дэн и Эд. Через полгода Мадонне захотелось быть вокалисткой и петь собственные песни, что привело к конфликту в группе. В результате Мадонне пришлось уйти. После этого она собрала новую группу Madonna and The Sky. Через несколько недель группа столкнулась с проблемой: основной ударник команды Майк Шиной (англ. Mike Shenoy), у которого была работа на полный день, решил жениться и покинуть группу.
Уход Шиноя не сломил настроя Мадонны. Она вспомнила о своём бывшем афро-американском бойфренде из Мичигана — ударнике Стивене Брэйе. Брэй и Мадонна познакомились в Мичиганском университете в 1976, где он работал официантом в клубе студенческого городка Энн Арбор. Брэй брал Мадонну в поездки со своей группой. После окончания романа они остались хорошими друзьями. Когда Мадонна позвонила Брэю с предложением присоединиться к группе, он немедленно согласился переехать в Нью-Йорк и заменил Шиноя. Позже они написали и записали несколько песен на нью-йоркской репетиционной базе the Music Building. В число записанных в эти годы песен вошли «Ain’t No Big Deal», «Laugh to Keep from Crying», «Crimes of Passion» и «Stay». Брэй выступил на них продюсером, как и на некоторых других демозаписях Мадонны, в числе которых «Everybody» и «Burning Up». Последние две вошли в её дебютный альбом в изменённых аранжировках, однако у Брэя остались демо.

## Композиция
Когда Брэй решил выпустить демотреки в виде альбома, он ремикшировал некоторые из них для придания более современного звучания. «Ain’t No Big Deal» уже была перезаписана и выпущена как би-сайд на синглах «True Blue» и «Papa Don't Preach». На треке слышен типичный для того периода высокий тембр, а текст о беззаботной женщине, объясняющейся в любви. «Stay» и «Don’t You Know» были объединены в одну песню «Stay», которая вошла в альбом Like a Virgin. Песни используют триольный ритм и вокал с дабл-треком, а также шум, напоминающий удары по микрофону и разговорную часть, затихающую в конце. Версии 1981 года «Everybody», «Burning Up» и «Ain’t No Big Deal» — демоверсии, отличающиеся от официальных скобочками с указанием года записи.
По мнению Рика Руксби (англ. Rikky Rooksby), автора The Complete Guide to the Music of Madonna, демоверсия «Everybody» почти идентична сингловой версии, только на ней не хватает грува синтезаторов. Демоверсия «Burning Up» отличается от сингловой отсутствием гитарных рифов. Ларри Флик (англ. Larry Flick) из журнала Billboard охарактеризовал «Crimes of Passion» как песню «с ароматом диско» (англ. disco-spiced). Песня повествует о неверности как возможности освободить человека от обречённых отношений. Голос Мадонны звучит более насыщенно по тону на куплетах песни и припеве, но переходит на высокий тембр в бридже. «Laugh to Keep from Crying» — рок-песня, где Мадонна аккомпанирует себе на 12-струнной гитаре Rickenbacker. Голос Мадонны звучит как пьяный, а драм-машина вступает на припеве. AllMusic сравнил её саунд в песне с группой The Pretenders. По мнению Брэя, «[Pre-Madonna] предлагает срез танцевального саунда того поколения и документирует первую фазу музыкального самоопределения Мадонны».

## Релиз
Во время релиза этого демосборника Мадонна была на волне повышенного внимания к себе после выхода фильма «Эвита» и рождения первого ребёнка — дочери Лурдес. Брэй решил монетизировать это внимание с помощью релиза, хотя знал, что Мадонна никогда бы не дала разрешения на такой альбом. В интервью телеканалу Extra он сказал, что Мадонна всё равно получит роялти за релиз, а также добавил, что «на этих записях нет ничего позорного». В европейских странах альбом вышел под другим тайтлом — In the Beginning, под другой обложкой и с изменённым трек-листом.

## Профессиональные рецензии
Pre-Madonna получил смешанные рецензии музыкальных критиков. Марк Иган (Mark Egan) из Rocky Mountain News писал, что «хотя в песнях чувствуется душа, но голосу Мадонны недостаёт подачи — вы просто чувствуете, что чего-то действительно не хватает». Марк Заг (Mark Zug) из Chicago Tribune прокомментировал: «Демки Pre-Madonna приятно слушать. Для всех поклонников Мадонны этот альбом стоит того, чтобы его иметь и переслушивать». Жасмин Темпл (Jasmine Temple) из Lexington Herald-Leader назвала альбом «чудесно вуайеристичным — и неавторизованным — взглядом на прошлое Мадонны, которой она была тогда. В этих песнях действительно можно прочувствовать прогресс до той иконы, которой она стала сейчас». Робин Дероса (Robin DeRosa) из USA Today был разочарован релизом, написав: «Он чувствуется навязанным. Этот релиз столь же ненужен, как вся шумиха, окружающая новорожденного Мадонны. У каждого музыканта есть демозаписи их ранних карьерных фаз и, как правило, они плохие. И эта не исключение». После включения Мадонны в Зал славы рок-н-ролла в 2008 году Тони Скафлани (Tony Sclafani) из MSNBC отметил, что хотя ни одна из песен Мадонны не относилась к жанру рок-музыки, «однако все они использовали рок как стартовую площадку. Звуковое свидетельство рок-корней Мадонны — это сборник ранних демозаписей Pre-Madonna».

## Список композиций
| №                   | Название                                    | Автор(ы)            | Длительность |
| ------------------- | ------------------------------------------- | ------------------- | ------------ |
| 1.                  | «Laugh to Keep from Crying»                 | Мадонна             | 3:50         |
| 2.                  | «Crimes of Passion»                         | Madonna             | 3:43         |
| 3.                  | «Ain't No Big Deal» (1997 edit)             | Стивен Брэй         | 4:00         |
| 4.                  | «Everybody» (1997 version)                  | Madonna             | 4:50         |
| 5.                  | «Burning Up»                                | Мадонна             | 4:05         |
| 6.                  | «Ain't No Big Deal» (1981 version)          | Стивен Брэй         | 6:39         |
| 7.                  | «Everybody» (1981 version)                  | Мадонна             | 4:49         |
| 8.                  | «Stay» (1981 version)                       | Мадонна             | 4:21         |
| 9.                  | «Don't You Know»                            | Мадонна             | 4:31         |
| 10.                 | «Ain't No Big Deal» (1997 extended version) | Стивен Брэй         | 6:39         |
| Общая длительность: | Общая длительность:                         | Общая длительность: | 47:27        |

| №                   | Название                           | Автор(ы)            | Длительность |
| ------------------- | ---------------------------------- | ------------------- | ------------ |
| 1.                  | «Crimes of Passion»                | Мадонна             | 3:44         |
| 2.                  | «Everybody» (1997 version)         | Мадонна             | 4:52         |
| 3.                  | «Ain't No Big Deal» (1997 edit)    | Стивен Брэй         | 4:02         |
| 4.                  | «Laugh to Keep from Crying»        | Мадонна             | 3:51         |
| 5.                  | «Burning Up»                       | Мадонна             | 4:06         |
| 6.                  | «Ain't No Big Deal» (1981 version) | Стивен Брэй         | 6:41         |
| 7.                  | «Everybody» (1981 version)         | Мадонна             | 4:51         |
| 8.                  | «Stay» (1981 version)              | Мадонна             | 4:23         |
| 9.                  | «Don't You Know»                   | Мадонна             | 4:31         |
| Общая длительность: | Общая длительность:                | Общая длительность: | 41:01        |

- Треки 1, 5, 6, 7, 8, 9 спродюсированы Стивеном Брэйем[18].
- Треки 2, 3, 4 и 10 спродюсированы Стивеном Брэйем и Тони Шепардом (англ. Tony Shepperd)[18].